# Gobiobotia
Genre
Gobiobotia est un genre de poissons téléostéens de la famille des Cyprinidae et de l'ordre des Cypriniformes. Le genre Gobiobotia se rencontre en Asie orientale.

## Liste des espèces
Selon FishBase (13 septembre 2015) :
- Gobiobotia abbreviata Fang & Wang, 1931
- Gobiobotia brevibarba Mori, 1935
- Gobiobotia brevirostris Chen & Cao, 1977
- Gobiobotia cheni Bănărescu & Nalbant, 1966
- Gobiobotia filifer (Garman, 1912)
- Gobiobotia guilingensis Chen, 1989
- Gobiobotia homalopteroidea Rendahl, 1933
- Gobiobotia jiangxiensis Zhang & Liu, 1995
- Gobiobotia kolleri Bănărescu & Nalbant, 1966
- Gobiobotia longibarba Fang & Wang, 1931
- Gobiobotia macrocephala Mori, 1935
- Gobiobotia meridionalis Chen & Cao, 1977
- Gobiobotia naktongensis Mori, 1935
- Gobiobotia nicholsi Bănărescu & Nalbant, 1966
- Gobiobotia pappenheimi Kreyenberg, 1911
- Gobiobotia paucirastella Zheng & Yan, 1986
- Gobiobotia tungi Fang, 1933
- Gobiobotia yuanjiangensis Chen & Cao, 1977